# Elina du Rietz
Elina Du Rietz, född 13 september 1975 i Österåkers församling, Stockholms län, är en svensk skådespelare, ståuppkomiker och manusförfattare. Hon är utbildad på Karolinska Läroverket, teaterlinjen, Teaterverkstan ABF, Teaterakademien Mikael Säflund samt har gått flera kurser på Teaterhögskolan i Stockholm.
Hon inledde sin karriär som ståuppkomiker 2008 då hon vann nybörjartävlingen Bungy Comedy och började turnera med bland andra komikerna Henrik Schyffert, Adde Malmberg, Babben och Lennie Norman. År 2018 hade hon solopremiär med  PK-fittan på Södra teatern i Stockholm. 2024 gjorde hon sin andra soloshow Vuxenlekar, i regi av Özz Nujen.

## Roller i urval

### TV/Film
- 2004 – Novellfilm Softcom Worldwide
- 2005 – Kortfilm Spättans väg[1]
- 2010 – Långfilm Sound of Noice[4][1]
- 2008 – Med skägget i brevlådan, SVT:s Julkalender
- 2010 – Succéduon med Anders och Måns, SVT
- 2011 – Solsidan, TV 4[5]
- 2012 – Partaj,  Säsong 2 & 3, Kanal 5[5]
- 2012 – Familjen Holstein-Gottorp, TV 4
- 2012 – Allt faller, TV 4[4]
- 2013 – Café Bärs, Kanal 5[4]
- 2013 – Torsk på Tuben, TV 3
- 2013 –  Kortfilm, Kalle har cancer
- 2013 – Sommartider, TV 3
- 2014 – SNN News, TV 4
- 2015 – Boy Machine TV4
- 2016 – Långfilm Inga Lindstöm, Germany
- 2016 – Bonusfamiljen, TV4
- 2017 – Sommaren med släkten, Kanal 5
- 2017 – Så mycket roligare, Kanal 5
- 2017 – Jordskott 2, SVT
- 2018 – Tårtgeneralen, SF
- 2019 – Playa del Sol, Kanal 5
- 2019 -  Andra Åket , SVT
- 2020 – Sommaren 85, SVT
- 2020 - Folk med Ångest, Netflix
- 2021- Panik i tomteverkstan, SVT
- 2021 – Maria Wern
- 2021 - Mäklarna 2, TV4
- 2022 – Beck – Den gråtande polisen
- 2022- Kärlek och Anarki 2, Netflix
- 2023 -  Leif och Billy 7, SVT
- 2023 - Ture Sventon 2, TV4
- 2023 - Flykten till Östermalm 1, SVT
- 2023 -  JANA, Viaplay
- 2024 - Flykten till Östermalm 2, SVT
- 2025 - Flykten till Östermalm 3, SVT

### Teater
- 2005 – Lilla fittan på prärien, PomoDori/Kilen
- 2007–2008 – Vilse i haschkakkan, PomoDori/Mosebacke
- 2006–2014 – Rolf – det går så länge det går..., Turné soppteaterar Göteborgs Stadsteater, Östgötateatern, Mosebacke, Klara Soppteater
- 2005 – 3 systrar, Gästspel Teater Giljotin
- 2008–2009 – Vita glöden, Dramalabbet
- 2009 – Som ni vill ha det, Romateatern
- 2011 – Bli en Dåre!, Teater Giljotin, gästdåre (Skratterapeuten)
- 2012 – Wallmans Jullunch, Komiker och skådespelare
- 2012 – Livets Teater, teater på Bo-mässan i Annedal
- 2016 – Kontaktannonser Live, Lund Comedy Festival
- 2016–2018 – Osvajpade Diamanter, Teater Brunnsgatan fyra, Sverigeturné
- 2020- 2021 KOHLHAAS, Teater Giljotin
- 2023 - UTVANDRARNA Porslinsteatern, Inga- Lena

### Standup
- 2010–2013 – Bara Brudar, Wallmans Intiman 2010 och 2011, Hamburger Börs 2012 och 2013
- 2010 – Big Comedy, Sverigeturné Blixten & Co[5]
- 2010 – Babben & Lennie med Elina Du Rietz, Riksteatern/Folkets Hus och Parker[5]
- 2012 – Babbens Bästa Brudar, Sverigeturné[5]
- 2018- 2019 Pkfittan, Sverigeturné
- 2023 RAW COMEDY CLUB 20 år, Avici Arena Globen
- 2024 VUXENLEKAR- En stand up om att inte vilja bli stor, Sverigeturné, av och med Elina Du Rietz, regi Özz Nujen.

### Radio
- 2002 – Drömmen om Trollywood, Köttmarknad, Frispel Sveriges Radio P3 (Manus och flera roller)
- 2007 – Strulkalendern, Sveriges Radio P4, PomoDori (Manus och huvudroll)
- 2014 – Fikat i P3, Humorhimlen labb, Sveriges Radio P3 (Manus och skådespelare)

## Utmärkelser
- 2008 – Vinnare av Bungy Comedy, nybörjartävling i ståuppkomik[5]
- 2012 – Årets humorprogram på Kristallen med Partaj[6]
- 2018 – Guldbaggens publikpris för "Tårtgeneralen"[6]
- 2023 – Bästa biroll för "Om du visste" på Sveriges Kortfilmfestival[6]